# Joseph Blum
Joseph Blum (* 31. Dezember 1831 in Steinbach; † 21. März 1888 ebenda) war ein deutscher Kaufmann, Bürgermeister von Steinbach und Abgeordneter im Nassauischen Landtag.

## Politik
Joseph Blum war von 1867 bis 1878 Bürgermeister von Steinbach. Sein Vorgänger in diesem Amt war Philipp Sehr (1827 bis 1867), sein Nachfolger Jakob Voß (1880 bis etwa 1886).
In der elften und letzten Wahlperiode, von 1865 bis 1866, war Joseph Blum für den Wahlkreis Hadamar Abgeordneter im Nassauischen Landtag. Er war einer der 20 Mandatsträger der Nassauischen Fortschrittspartei unter den insgesamt 24 Abgeordneten der Zweiten Kammer der Landstände des Herzogtums Nassau.

## Familie
Joseph Blum war der Sohn von Johannes Blum und dessen Frau Margarethe, geborene Scherer. Joseph Blum heiratete am 23. November 1857 in Steinbach Margarethe Heep aus Oberzeuzheim (* 21. Januar 1835; † nach 1888).
Bereits der Großvater von Joseph Blum, Simon Blum, war Bergmann und Landwirt in Steinbach. Der Vater Johannes Blum war Bergmann und Besitzer der Manganerzgrube „Sonnenblume“ in der Gemarkung Niedertiefenbach. Joseph Blum war „Schichtenmeister“ und Grubenbesitzer.

## Stammhaus
Das Stammhaus der Familie Blum war das Haus mit der Nummer 52 an der Langstraße in Steinbach, schräg gegenüber dem heutigen Feuerwehrhaus.